# George Sale
George Sale (1697, Canterbury, Kent, Angleterre ; 1736, Londres) est un orientaliste, connu en particulier pour sa traduction du Coran en anglais.

## Biographie
Éduqué à la King's School, Canterbury, puis à partir de 1720 à l’Inner Temple.
Il fut membre de la Society for Promoting Christian Knowledge.

## Traduction du Coran

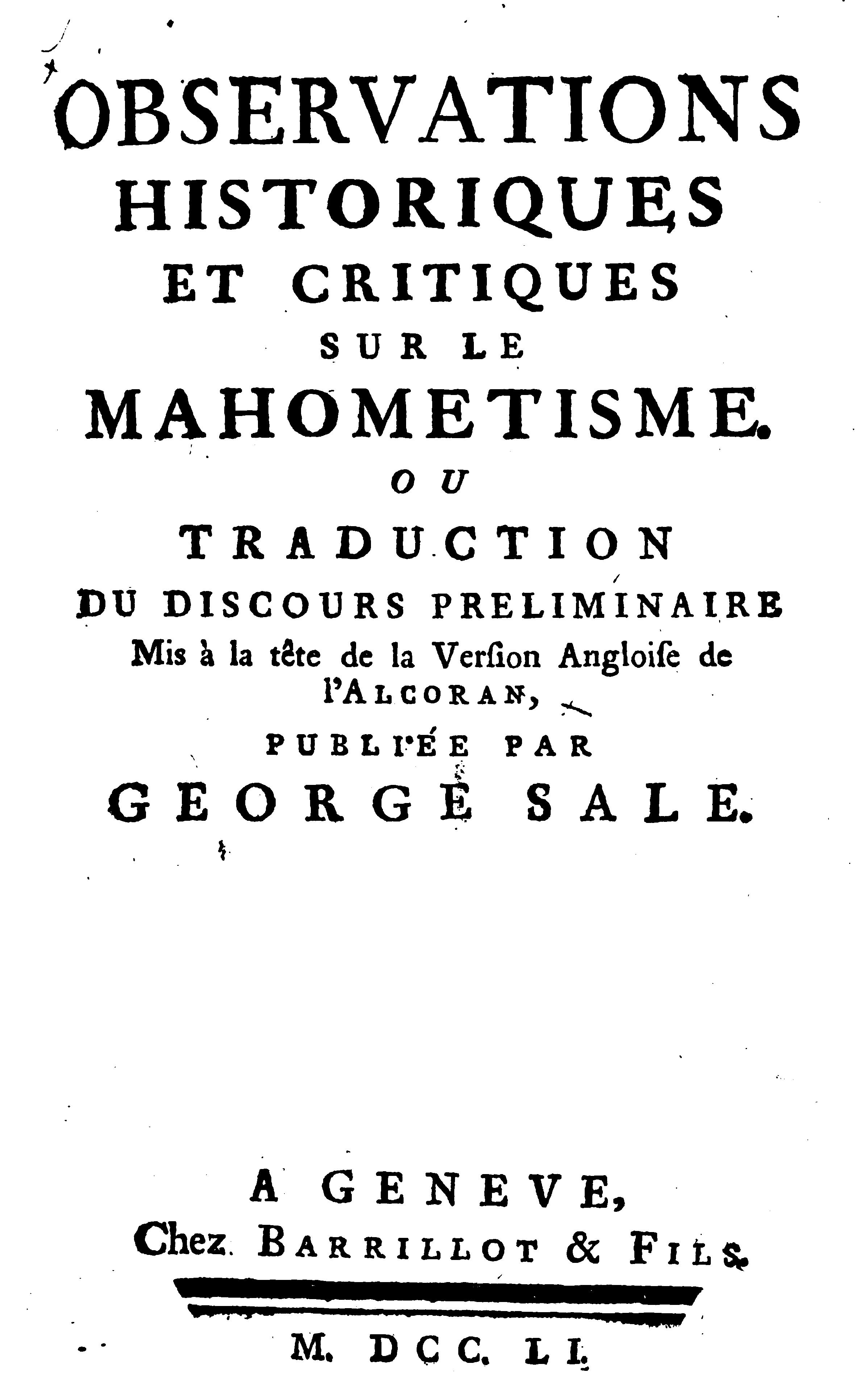
Discours préliminaire de la traduction du Coran par George Sale, 1751.

Sa traduction du Coran de 1734, deux ans avant sa mort, devient rapidement une référence dans la Grande-Bretagne des XVIIIe  et  XIXe siècles (respectivement 4 et 60 éditions).
Elle est suivie de retraductions du Coran dans les autres langues européennes, en : 
- allemand (Theodor Arnold, 1764) ;
- russe (Alexei Kolmakov, 1792) ;
- hongrois (Istvan Szokoly, 1854).

Son Discours préliminaire est traduit et publié séparément en :
- hollandais (Amsterdam, 1742) ;
- français :
  - Genève, 1751 (en ligne) ;
  - Alger, 1846 ;
  - Paris, 1850 ;
- suédois (Stockholm, 1814) ;
- associé à la traduction du Coran par Du Ryer, 1775 ;
- arabe, 1891.

## Sources
- (en) Ziad Elmardafy, The Enlightenment Qur'an: The Politics of Translation and the Construction of Islam, Oneworld Publications, 2009, 272 p., p. 35-36.